# Championnats d'Europe de gymnastique aérobic 2025
Navigation
2023 2027
Les 14es Championnats d'Europe de gymnastique aérobic se déroulent à Gandja, en Azerbaïdjan, du 14 au 16 novembre 2025.
Du 9 au 11 novembre, la ville accueille aussi les championnats d'Europe juniors et moins de 15 ans.

## Podiums
| Épreuves          | Or | Argent | Bronze |
| ----------------- | -- | ------ | ------ |
| Individuel Hommes |    |        |        |
| Individuel Femmes |    |        |        |
| Duo mixte         |    |        |        |
| Trio              |    |        |        |
| Groupe            |    |        |        |
| Danse             |    |        |        |
| Équipe            |    |        |        |

### Tableau de médailles par nations
| Rang | Nation | Or | Argent | Bronze | Total |
| ---- | ------ | -- | ------ | ------ | ----- |